# Bartłomiej Macieja
Bartłomiej Macieja (Varsòvia, 4 d'octubre de 1977), és un jugador d'escacs polonès, que obtingué el títol de Mestre Internacional el 1996, i el de Gran Mestre el 1999.
A la llista d'Elo de la FIDE del gener de 2022, hi tenia un Elo de 2519 punts, cosa que en feia el jugador número 25 (en actiu) de Polònia. El seu màxim Elo va ser de 2653 punts, a la llista de gener de 2004 (posició 41 al rànquing mundial).
|  |

## Resultats destacats en competició
Macieja fou Campió de Polònia Sub-18 el 1994, i Campió de Polònia absolut els anys 2004 i 2009.
El 1995, va guanyar a Zlín i el 1996, fou primer a Budapest. Va empatar als llocs 1r-4t amb Liviu-Dieter Nisipeanu, Vlastimil Babula i Zoltán Almási al Torneig Zonal de Krynica de 1998, un torneig de Categoria IX. Tots quatre jugadors es van classificar per la fase final del Campionat del món d'escacs de 1999 (FIDE). Al torneig zonal de Budapest de 2000 hi va ocupar el tercer lloc.
S'ha classificat quatre cops per les fases finals del cicle pel Campionat del món de la FIDE, (Las Vegas 1999, Nova Delhi 2000, Moscou 2001-2002 i Trípoli 2004); a Nova Delhi hi va eliminar Jonathan Speelman, Michał Krasenkow, i Aleksandr Beliavski, però fou eliminat en 4a ronda contra Viswanathan Anand.
Macieja va guanyar el Campionat d'Europa individual celebrat a Batumi el 2002, per davant de Mikhaïl Gurévitx (2n), i de Serguei Vólkov (3r). El 2003, empatà als llocs 2n-3r amb Víktor Kortxnoi, rere Aleksei Xírov, a Reykjavík. El mateix any, entre el 7 i el 10 d'abril, va jugar un matx a 8 partides contra l'exCampió del món Anatoli Kàrpov, que perdé 6-2.
A finals de 2005, va participar en la Copa del món de 2005 a Khanti-Mansisk, un torneig classificatori per al cicle del Campionat del món de 2007, on tingué una mala actuació i fou eliminat en primera ronda per Zahar Efimenko.
El maig de 2010 empatà als llocs 1r-3r amb Borís Gratxev i Mateusz Bartel (i fou campió per millor desempat) al fort II Union Memorial celebrat a Lublin. Empatà al primer lloc amb 7/9 punts amb Radosław Wojtaszek al 5è obert internacional "Polònia" a Wrocław, disputat entre finals de juny i començaments de juliol de 2010.

### Participació en Olimpíades d'escacs
Macieja ha jugat, representant Polònia, en cinc Olimpíades d'escacs.
- El 1998, al tercer tauler a la 33a Olimpíada a Elista (+3 –1 =6);
- El 2000, al tercer tauler a la 34a Olimpíada a Istanbul (+3 –1 =6);
- El 2002, al segon tauler a la 35a Olimpíada a Bled (+1 –0 =10);
- El 2004, al primer tauler a la 36a Olimpíada a Calvià (+4 –3 =5);
- El 2006, al segon tauler a la 37a Olimpíada a Torí (+1 –2 =5).

### Contribucions a la teoria d'obertures
Macieja ha fet una contribució destacable a la teoria d'obertures, en concret, a la variant clàssica de la defensa Nimzoíndia. Després de 1.d4 Cf6 2.c4 e6 3.Cc3 Ab4 4.Dc2 c5 5.dxc5 0-0 6.a3 Axc5 7.Cf3, Macieja va popularitzar 7...b6. David Vigorito ha batejat aquesta línia com a "variant Macieja" i la considera la millor opció per les negres dins la variant 4...c5 contra 4.Dc2.